# Marianne (série de romans)
Pour les articles homonymes, voir Marianne (homonymie).
Marianne est une série de six romans de Juliette Benzoni parus de 1969 à 1974 publiée aux éditions de Trévise, puis en poche aux éditions J'ai lu et enfin chez Pocket. L'œuvre a fait l'objet d'une adaptation en série télévisée, diffusée pour la première fois en 1983.

## Romans
- Marianne, une étoile pour Napoléon (1969)
- Marianne et l'Inconnu de Toscane (1971)
- Jason des quatre mers (1971)
- Toi, Marianne (1972)
- Les Lauriers de flammes (2 tomes, 1974)

## Adaptation
Marianne, une série de 30 épisodes réalisée par Marion Sarraut en 1983, avec Corinne Touzet et Benoît Brione.